# Romané Soto
Romané Soto Castro (San Fernando, 21 de noviembre de 1978) es una amazona chilena. Compite en el movimiento de la rienda, disciplina del rodeo chileno de la cual ha sido campeona nacional en siete oportunidades.
Desde el año 2003 las mujeres fueron aceptadas a participar en el movimiento de la rienda y en 2005 fue la primera vez en que pudieron participar en el Campeonato Nacional. Desde el primer momento Romané Soto ha sido la gran protagonista de esta prueba, alcanzando los títulos nacionales de 2005, 2007, 2009, 2011, 2012, 2021 y 2022. Además en 2008 fue subcampeona.
En el Campeonato Nacional de Rodeo de 2005 alcanzó su primer título montando a Plebiscito con 57 puntos. Su segundo título lo obtuvo en 2007 montando a Borrachita y totalizando 59 puntos. Su tercer título de Chile lo alcanzó en el Campeonato Nacional de Rodeo de 2009 al totalizar 44 puntos sobre los lomos de Aviador. El cuarto título alcanzado fue en el campeonato de 2011 montando a Flagelo, totalizando 46 puntos. En 2012 también fue la campeona. En 2021 y 2022 también ganó la prueba.
Esta amazona posee una técnica muy avanzada al montar sus caballos. Además es una de las más importantes defensoras a que las mujeres participen en los rodeos federados. Representa a la Asociación de Rodeo de Colchagua y al Club de San Fernando.